# St. Martin (Kettenacker)

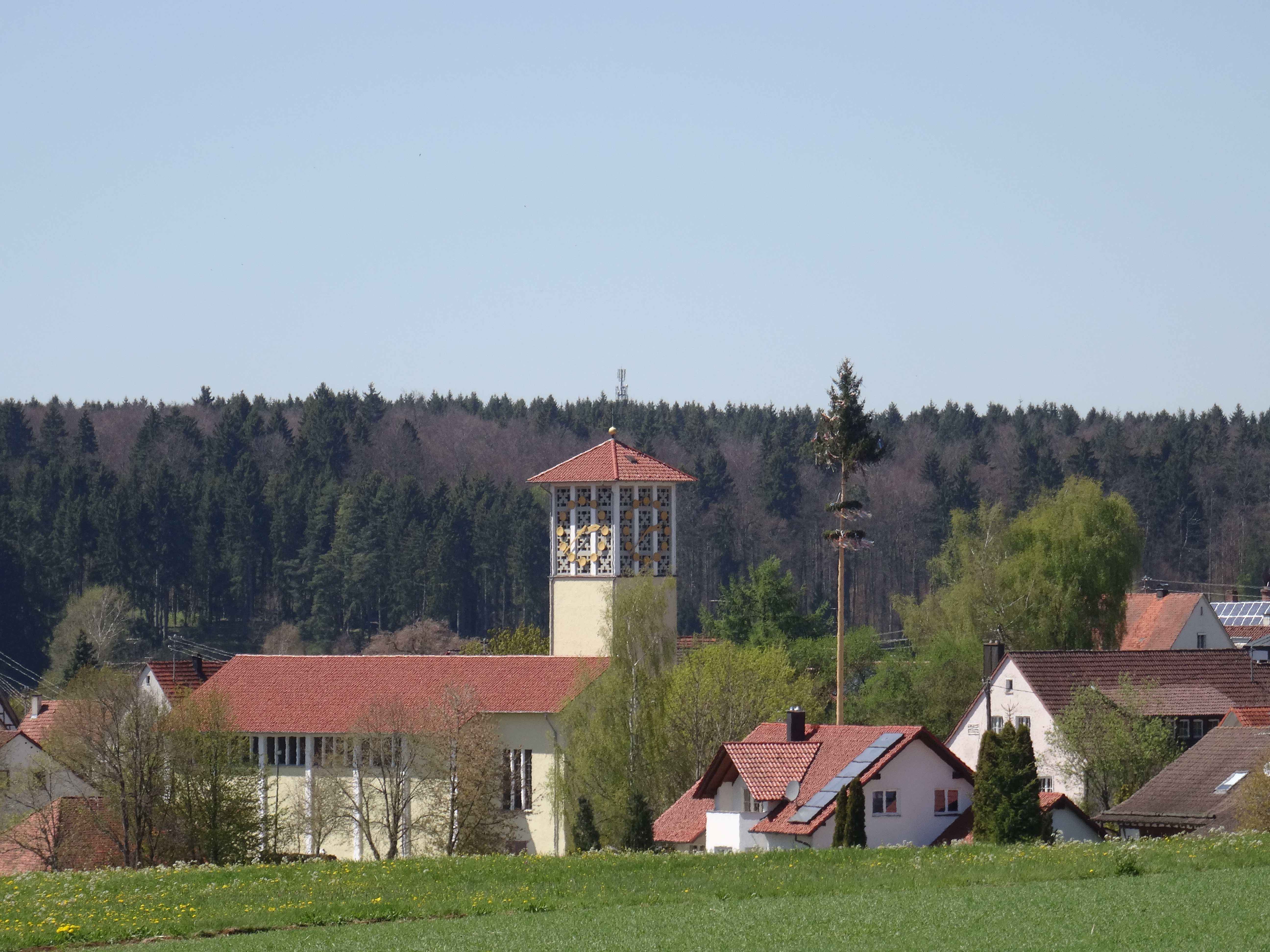
St. Martin in Kettenacker

Die römisch-katholische Pfarrkirche St. Martin steht in Kettenacker, einem Gemeindeteil der Kleinstadt Gammertingen im Landkreis Sigmaringen in Baden-Württemberg. Die Kirchengemeinde gehört zum Dekanat Sigmaringen-Meßkirch im Erzbistum Freiburg. Das Bauwerk ist beim Landesamt für Denkmalpflege Baden-Württemberg als Baudenkmal eingetragen. Kirchenpatron ist Martin von Tours.

## Beschreibung
Die Kirche wurde 1956 nach Planen von  Max Schätzle erbaut. Sie besteht aus einem schlichten Saal, einem querrechteckigen Chor im Osten und einem kampanileeartigen Kirchturm an der östlichen Nordwand, der mit einem flachen Pyramidendach bedeckt ist. Sein oberstes, durchbrochenes Geschoss beherbergt die Turmuhr und den Glockenstuhl, in dem vier Kirchenglocken hängen. Über dem Portal der Westseite befindet sich ein Flachrelief mit dem Heiligen Martin zu Pferd und dem Bettler, eine Spolie aus dem Vorgängerbau aus dem 17. Jahrhundert, der Anfang der Jahre 1950er vollständig abgerissen wurde.
Die Kirchenausstattung, wie drei Altäre und die Kanzel, stammen vom Vorgängerbau. Das Altarretabel des 1693 datierten Hochaltars zeigt unter anderem eine Mater Dolorosa. Auf Konsolen stehen die Statuen des heiligen Martin und des heiligen Sebastian vom Ende des 17. Jahrhunderts.

## Glocken
St. Martin verfügt über ein Geläut von vier Bronzeglocken. Die Glocken 1–3 stammen aus der Glockengießerei Bachert in Heilbronn. Die vierte Glocke wurde im 14. Jahrhundert gegossen. Die Glocken 1 und 3 sind in den Uhrenschlag integriert. Die Glocke 1 übernimmt den Stundenschlag, die Glocke 3 den Viertelstundenschlag.